# Station Leer
Station Leer (Duits:Bahnhof Leer (Ostfriesland)) is een spoorwegstation in de Duitse stad Leer. Hier ontmoeten de spoorlijn Hamm - Emden en de spoorlijn Oldenburg - Leer elkaar.
Het station telt drie sporen voor reizigerstreinen. De doorgaande treinen richting Emden en Oldenburg moeten hier kopmaken. De vele goederentreinen moeten dat eveneens, maar zij maken daarvoor gebruik van rangeersporen ten zuiden van het station.
In de omgeving van het station bevinden zich een busstation, een taxistandplaats en een fietsenstalling.
Het station is voorzien van in- en uitcheckpaal van Arriva voor de OV-chipkaart.

## Geschiedenis
In het jaar 1854-1855 kreeg Leer een eigen station, toen de stad op de Hannoversche Westbahn van Emden naar Rheine aangesloten werd. Op de plannen tussen de jaren 1852 en 1855 had de Hannoverse architect Conrad Wilhelm Hase invloed, mogelijkerwijs ook Adolf Funk. Het postkantoor nam in het nieuwbouw intrek en opende hier ook het eerste telegraafstation, maar verhuisde in 1885-1886 naar een eigen gebouw bij het station. De spooraansluiting naar Oldenburg en daarmee naar Bremen volgde op 15 juni 1869 en omvatte 55,01 kilometer. Op 26 november 1876 werd de lijn naar Nieuweschans (26 km) in bedrijf genomen.
In 1955 opende het centrale busstation (zentrale Omnibusbahnhof, ZOB). In 1992 werd de spoorlijn Leer - Oldenburg geëlektrificeerd.

## Architectuur
Het huidige, breed aangelegde, symmetrische hoofdgebouw uit het jaar 1855 bestaat uit vijf delen. Het gebouw is ontworpen volgens het historisme, met rondbogen. Het twee verdiepingen, kubusvormige gebouwen op de kop en in het midden worden door lisenen uit zandsteen en brede zandstenenbanden gedomineerd en door schilddaken bedekt. Op de voor- en achterzijde zorgen op iedere etage drie rondboogvenster voor licht in het gebouw. De lage tussengebouwen hebben één verdieping aan de straatkant, aan de spoorzijde zijn er twee etages. De gevel wordt verdeeld door pilaster, waartussen er twee rondboogvensters gemaakt zijn. De hoofdingang bevindt in een kleine uitbouw in het midden aan de voorzijde van het gebouw.
Tot in 2015 beschikte station Leer niet over roltrappen of liften, waardoor het voor rolstoelgebruikers of reizigers met kinderwagens, fietsen of zware bagage moeilijk was om de perrons te bereiken. In februari 2014 maakten de Spoorwegen bekend, dat zij in kader van het programma Niedersachsen ist am Zug! II, het station in de zomer van 2014 wilden moderniseren. Naast de renovatie van de beide perrons en de bestaande tunnel, werd de tunnel uitgebreid met liften. Wegens verschillende problemen moesten de werkzaamheden gestaakt worden en deze werden in 2015 weer voortgezet.

## Treinverbindingen
Het station vormt een knooppunt voor het verkeer vanaf Groningen, Bremen, Münster en Emden. Op het station stoppen naast Regional-Express- en Regionalbahn-treinen (snel- en stoptreinen), ook Intercity-treinen.
Doordat de Friesenbrücke op 3 december 2015 is aangevaren, is het treinverkeerverkeer op de spoorlijn Ihrhove - Nieuweschans voor onbepaalde tijd gestaakt. Totdat de brug herbouwd werd, reden er eenmaal per uur bussen tussen Winschoten en op zondag vanuit Zuidbroek naar Leer die in Winschoten, Bad Nieuweschans en Weener stopten. Sinds 30 oktober 2016 wordt vanuit Nieuweschans weer gereden naar Weener met aansluiting op een busdienst naar Leer. Ook rijden er eenmaal per twee uur non-stop bussen tussen Groningen en Leer.
| Serie            | Treinsoort                        | Route | Bijzonderheden |
| ---------------- | --------------------------------- | --- | --- |
| IC 35            | Intercity (DB Fernverkehr)        | [ Norddeich Mole ] / [ Emden Außenhafen ] – Emden Hbf – Leer (Ostfriesl) – Papenburg (Ems) – Meppen – Lingen (Ems) – Rheine – Münster (Westf) Hbf – Recklinghausen Hbf – Gelsenkirchen Hbf – Oberhausen Hbf – Duisburg Hbf – Düsseldorf Hbf – Köln Hbf – Bonn Hbf – Remagen – Andernach – Koblenz Hbf – Bingen (Rhein) Hbf – Mainz Hbf – Worms Hbf – Mannheim Hbf – [ Karlsruhe Hbf – Offenburg – Donaueschingen – Singen (Hohentwiel) – Konstanz ] / [ Heidelberg Hbf – Vaihingen (Enz) – Stuttgart Hbf ] | Rijdt eenmaal per twee uur, op vrijdag en zaterdag rijdt er één trein vanaf Emden Hbf naar Konstanz. Op zondag rijdt er één trein vanaf Konstanz naar Emden Hbf. Enkele treinen van/naar Emden Außenhafen     |
| IC 56            | Intercity (DB Fernverkehr)        | [ [ Norddeich Mole ] / [ Emden Außenhafen ] – Emden Hbf – Leer (Ostfriesl) – Oldenburg (Oldb) Hbf – Bremen Hbf – Hannover Hbf – Braunschweig Hbf ] / [ Warnemünde – Rostock Hbf – Bützow – Bad Kleinen – Schwerin Hbf – Ludwigslust – Wittenberge – Stendal Hbf ] – Magdeburg Hbf – [ Halle (Saale) Hbf – Leipzig Hbf ] / [ Brandenburg Hbf – Potsdam Hbf – Berlin Hbf – Berlin Ostbahnhof – Cottbus ] | Eén trein per dag vanaf Magdeburg Hbf naar Cottbus. Eén trein per dag vanaf Warnemünde. Tussen Norddeich Mole en Bremen Hbf worden ook plaatsbewijzen van het regionale verkeer geaccepteerd.                 |
| RE 1             | Regional-Express (DB Regio Nord)  | Hannover Hbf – Nienburg (Weser) – Verden (Aller) – Bremen Hbf – Delmenhorst – Hude – Oldenburg (Oldb) Hbf – Leer (Ostfriesl) – Emden Hbf – Norddeich Mole | Rijdt eenmaal per twee uur. |
| RE 15            | Regional-Express (Westfalenbahn)  | (Emden Außenhafen – ) Emden Hbf – Leer (Ostfriesl) – Papenburg (Ems) – Meppen – Lingen (Ems) – Rheine – Münster (Westf) Hbf | Emsland-Express Enkele treinen van/naar Emden Außenhafen |
| 401              | Treinvervangende snelbus (Arriva) | Groningen – ‒ Leer | Er is langdurig geen treinverkeer mogelijk tussen Weener en Leer. Er rijden vervangende snelbussen ter aanvulling van treinserie 20100.                                                                       |
| 20100 RS 6 RB 57 | Stoptrein (Arriva)                | Groningen – Zuidbroek – Bad Nieuweschans – Weener – ‒ Leer | Ook wel Wiederline genoemd. Vanwege brugschade geen treinverkeer mogelijk tussen Weener en Leer. Op dit traject rijdt lijnbus 620 van Weser-Ems Bus. Er rijden ook Arrivabussen tussen Groningen en Leer v.v. |

## Foto’s

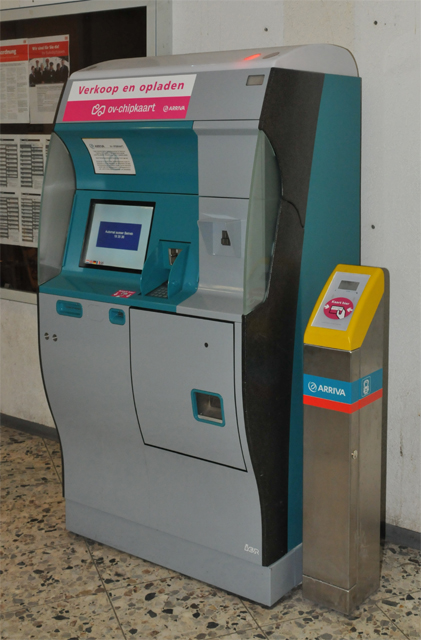
Arriva-TVM-automaat en OV-Chipkaartlezer
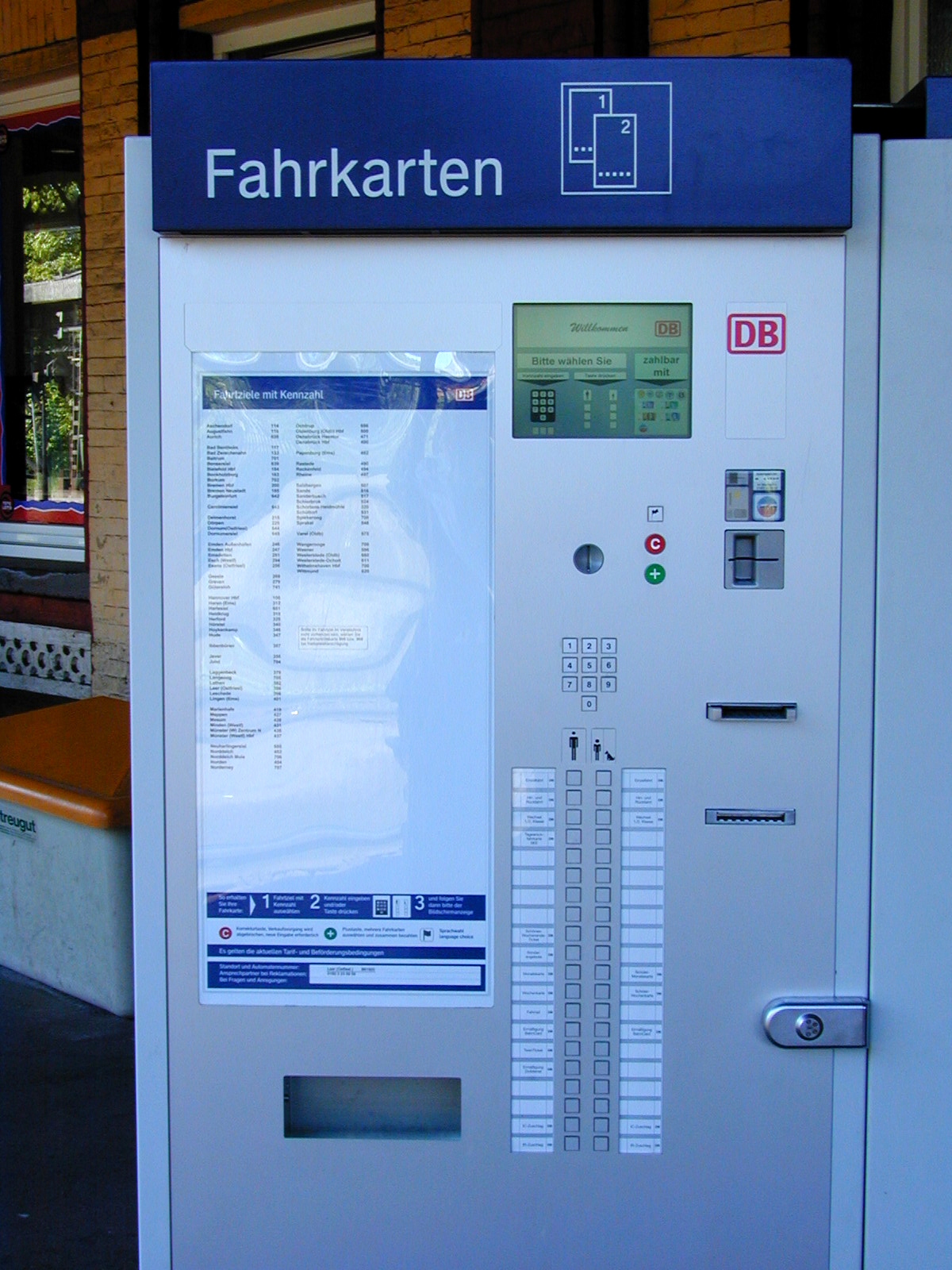
Oude DB-automaat voor regionaalpersonenvervoer
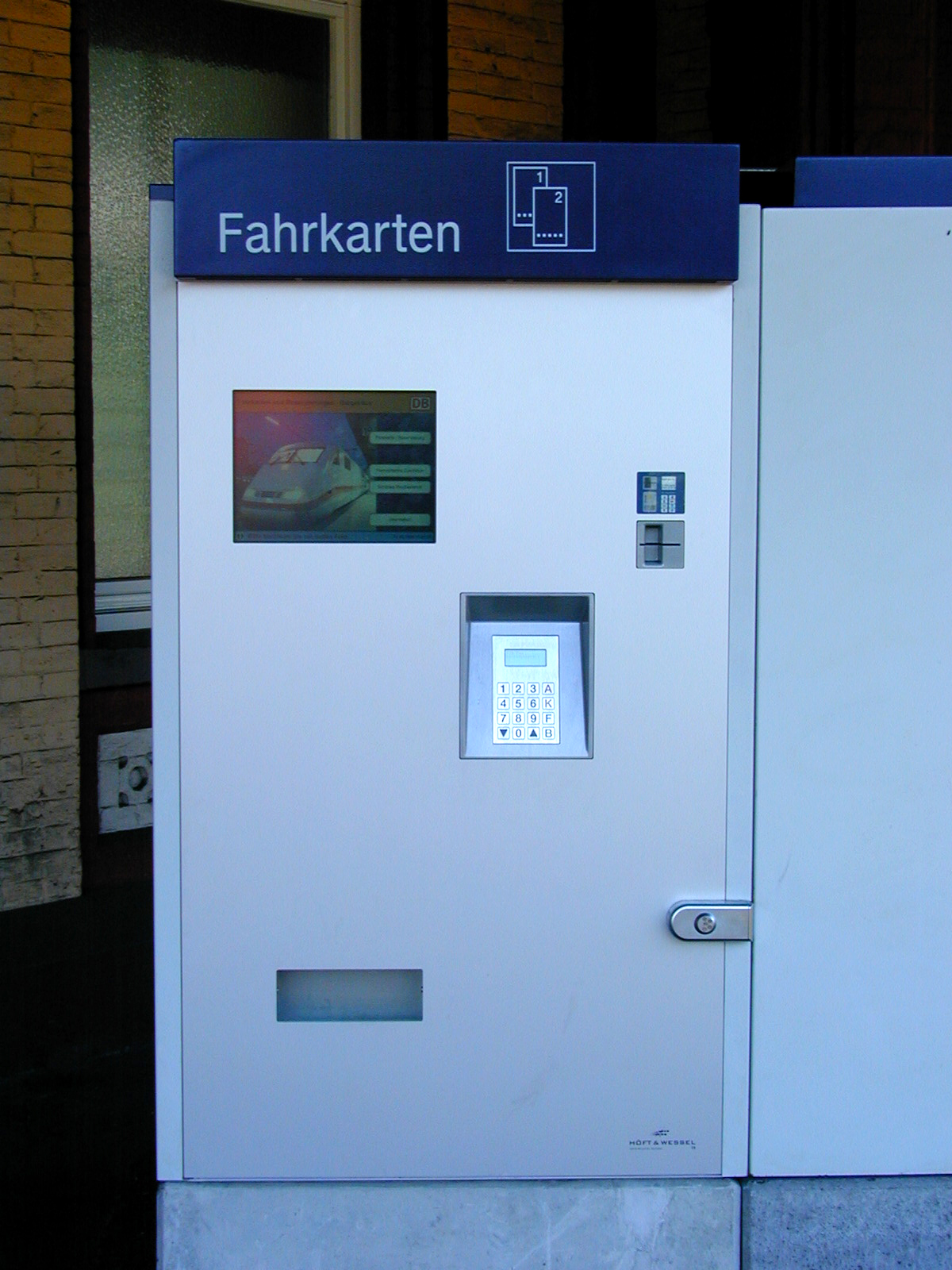
Oude DB-automaat voor langeafstandpersonenvervoer
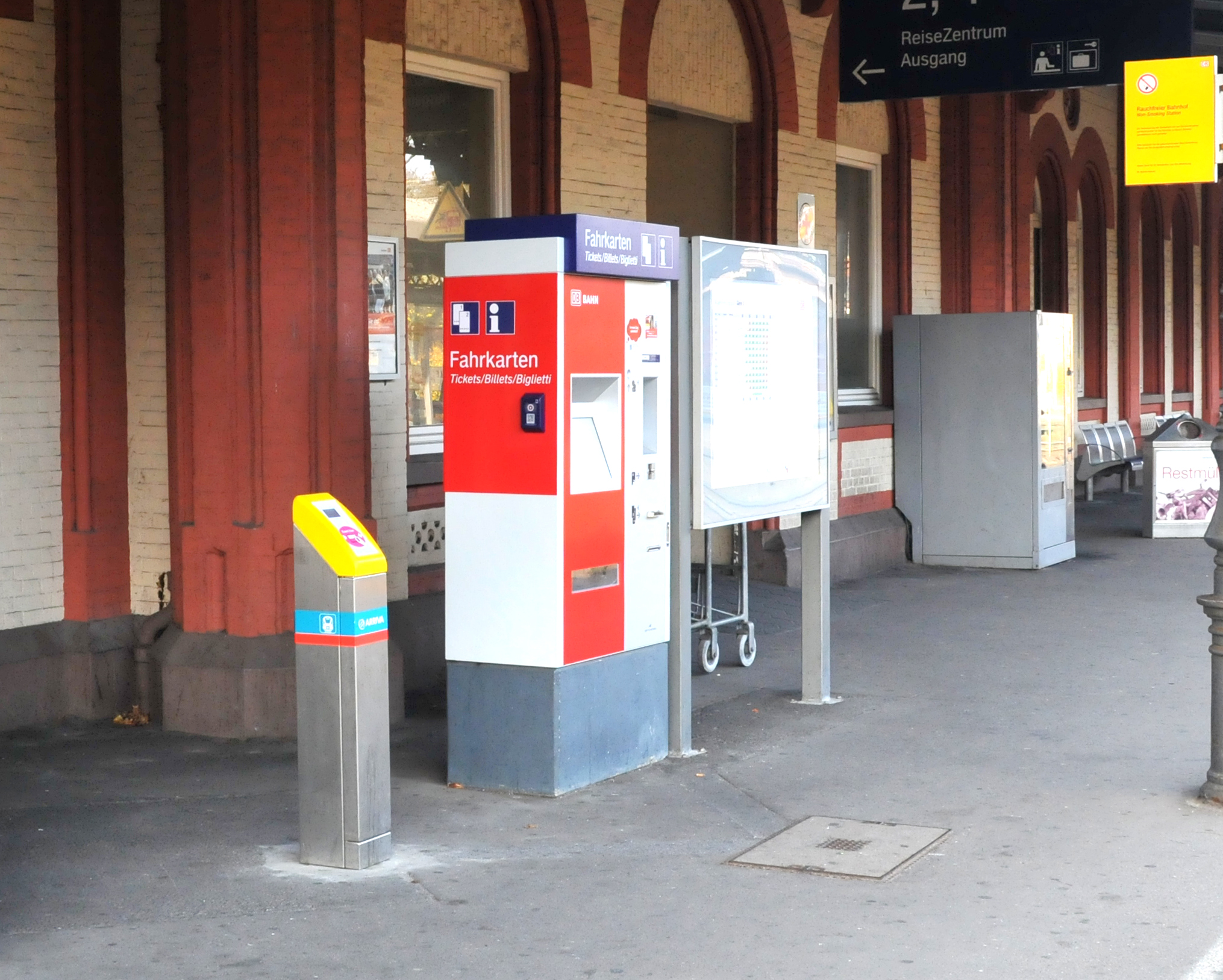
Nieuwe DB-automaat voor regionaal en afstandspersonenvervoer. Hier is ook een DB-Touchpoint met QR-code aangebracht.

0,0: Oldenburg (Oldb) Hbf ·
3,0: Oldenburg-Wechloy ·
Bloh ·
Kayhauserfeld ·
15,2: Bad Zwischenahn ·
23,2: Westerstede-Ocholt ·
29,5: Apen ·
32,2: Augustfehn ·
39,6: Stickhausen-Felde ·
42,8: Filsum ·
47,9: Nortmoor ·
55,0: Leer (Ostfriesl) ·
Leer (Ostfriesl) Gbf